# Schweizer Réduit

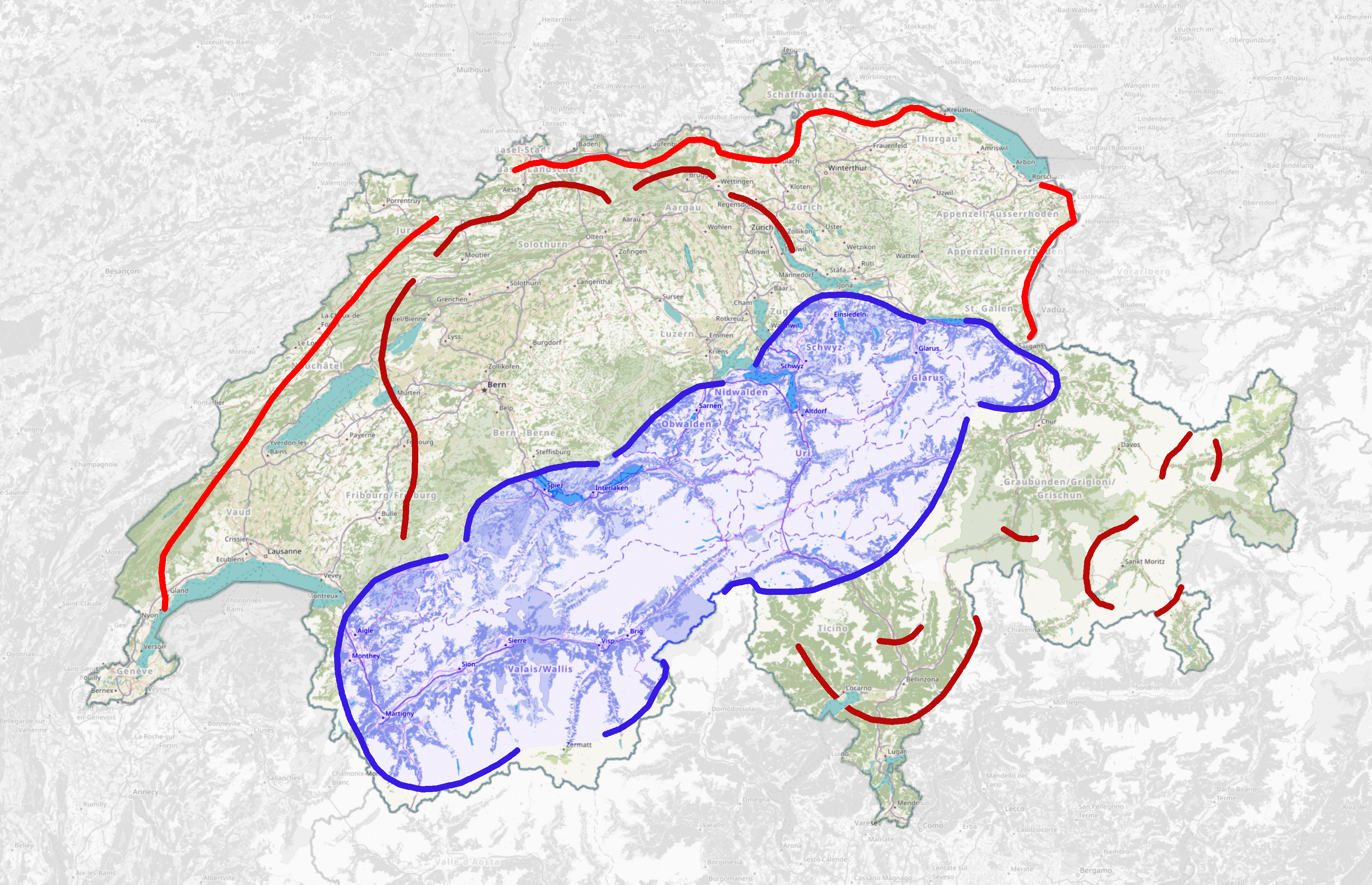
Das Schweizer Réduit: die blaue Linie / Zone zeigt das eigentliche Rückzugsgebiet.

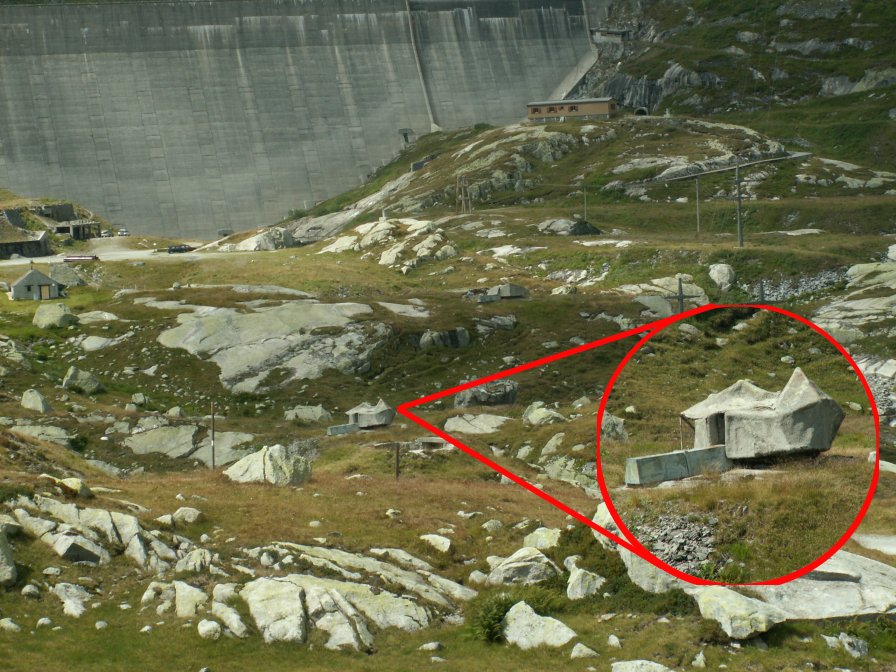
Getarnte 10,5-cm-Turmkanone des Artilleriewerks San Carlo, im Hintergrund die Lucendrostaumauer

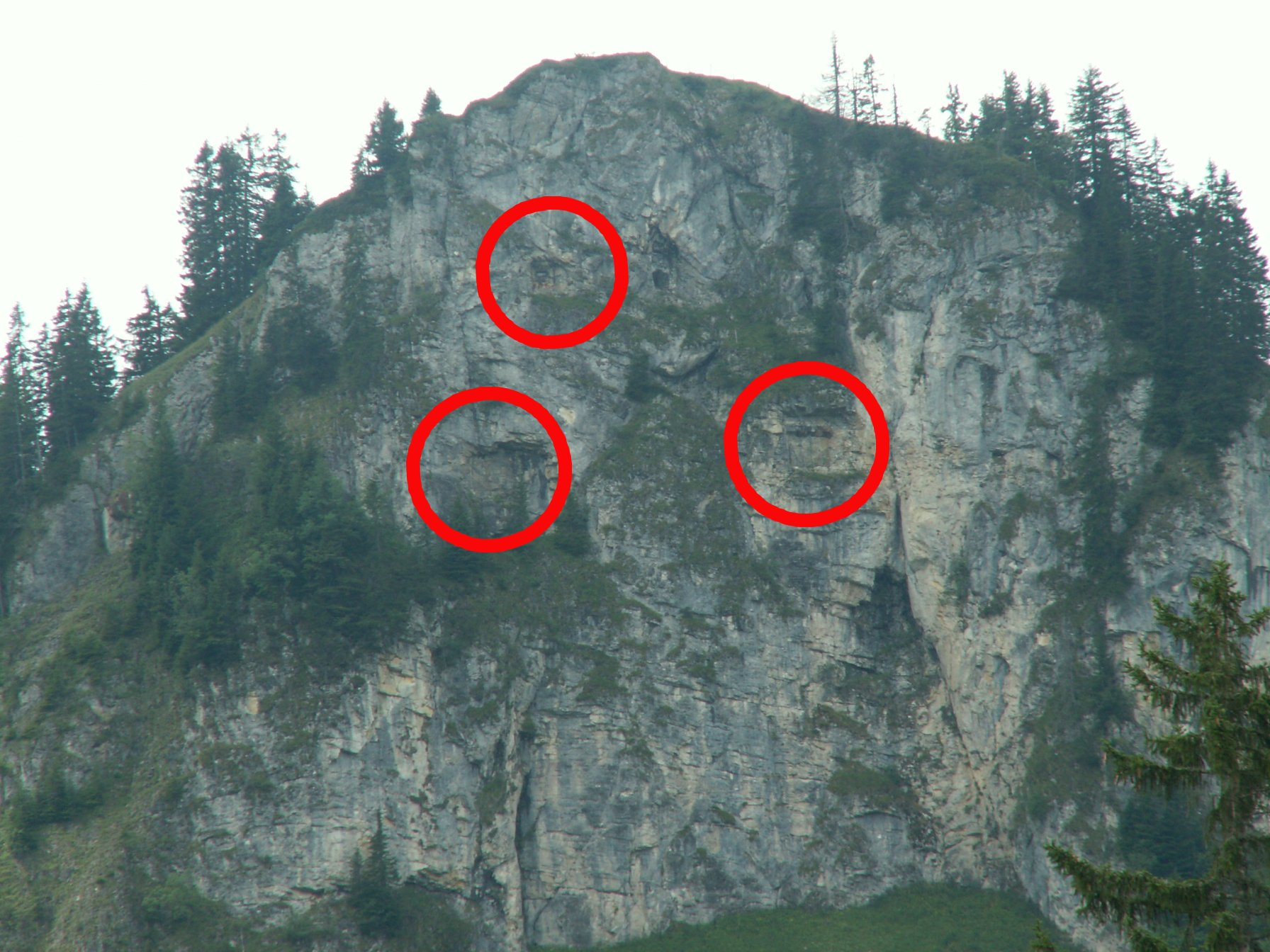
Getarnte Schiessscharten der Festung Euschels (CH/FR). Zitat: Die Werke auf dem Euschels gehören zum Besten, was im Raum der 1. Div. gebaut wurde. (Persönlicher Stab des Generals 19. Juni 1944)

Das Schweizer Réduit (französisch réduit national, aus dem Französischen für «Verschlag» oder «Raum») ist ein System aus militärischen Verteidigungsanlagen in den Schweizer Alpen. Während des Zweiten Weltkrieges wurde es zum Inbegriff des Widerstands der Schweiz gegen das Deutsche Reich – zum einen wegen ihres Widerstandswillens, zum anderen aufgrund der militärischen Widerstandsfähigkeit der Schweizer Armee im Alpenraum.
Das Réduit war der wichtigste Teil des mit dem Operationsbefehl Nr. 13 (Réduitbefehl) vom 14. Mai 1941 abgeschlossenen neuen Verteidigungsdispositivs, das auf dem Prinzip der Abschreckung (Dissuasionsstrategie) beruhte. Die Staffelung der Verteidigung in der Tiefe mit den Grenztruppen, den vorgeschobenen mobilen Truppen im Mittelland und der stark befestigten Zentralraumstellung in den Alpen sollte zusammen mit der vorgesehenen Zerstörung der wichtigen Nord-Süd-Verbindungen und der Aussicht auf einen langwierigen, verlustreichen Kampf im schwer zugänglichen Gebirge eine abschreckende Wirkung auf den potentiellen Angreifer ausüben.
Der Plan sah jedoch nicht die Rettung der Schweizer Bevölkerung vor; nur ein kleiner Teil davon hätte im Réduit Versorgung und Unterkunft erhalten. Ebenso sah das Réduit nicht den Schutz der industriellen Zentren vor. Im Angesicht der Deportation der arbeitsfähigen Bevölkerung (wie in Frankreich) und der Massaker von SS und Wehrmacht an der Zivilbevölkerung (vor allem in Osteuropa) hätte Deutschland relativ schnell die Kapitulation der Schweizer Regierung erzwingen können. Das Réduit fusste damit auf zwei wesentlichen Annahmen: Dass die Achsenmächte keine Alternativen für die gut verteidigten Schweizer Alpenpässe besitzen, und dass sie die Bevölkerung schonend behandeln würden.

## Anfänge
Die Idee eines Réduits im Schweizer Alpenraum entstand spätestens im 18. Jahrhundert und wurde in der ersten Hälfte des 19. Jahrhunderts wiederholt diskutiert.
Der Bau einer Festung am Alpenübergang über den Gotthard begann 1886, kurz nach Eröffnung der Gotthardbahn (Fort Hospiz). Diese Alpenfestung nach den Plänen von Generalstabschef Max Alphons Pfyffer von Altishofen wurde bis 1920 erweitert in den Räumen Airolo, Andermatt, Oberalppass sowie Furka- und Grimselpass (Forte Airolo, Festung Motto Bartola, Fort Stöckli, Fort Bühl, Fort Bäzberg). Der Schweizer Generalstab sah nach dem Ende des Ersten Weltkrieges jedoch keine Notwendigkeit mehr, sich auf einen grossen Angriff vorzubereiten. In der Zwischenkriegszeit wurde mehrheitlich die Meinung vertreten, Befestigungen hätten ihre militärische Bedeutung verloren.
In anderen Ländern kam die Mehrzahl der Militärplaner zu dem Schluss, dass man einem zukünftigen Krieg mit einer starken Landesbefestigung nahe den Grenzen begegnen müsse. So entstanden ausgedehnte Festungssysteme in Frankreich (Maginot-Linie), Italien (Vallo Alpino), Deutschland (Oder-Warthe-Bogen, Westwall, Pommernwall), Tschechoslowakei (Tschechoslowakischer Wall), Griechenland (Metaxas-Linie), Jugoslawien, Polen, Sowjetunion (Stalin-Linie) und weiteren europäischen Ländern.
Nach diesen Vorbildern lebte auch beim Schweizer Militär der Festungsgedanke wieder auf.
1934 folgte die Aufforderung an den Bundesrat, der Befestigungsfrage mehr Beachtung zu schenken.
Dies fiel zeitlich mit einem Arbeitsbeschaffungsprogramm zusammen, das der Bundesrat 1934 vorbereitete. Mit dem Bau neuer Befestigungen konnte indes nicht sofort begonnen werden, weil das Wissen um den Bau solcher Anlagen nicht mehr auf dem Stand der damaligen Waffentechnik und Strategie war. 1935 wurde darum das Büro für Befestigungsbauten wieder ins Leben gerufen, mit dem Auftrag, entsprechende Baugrundlagen und Techniken zu erarbeiten und zu testen. Ab 1937 war die Schweiz wieder bereit, dem Stand der Technik angepasste Befestigungsanlagen in Serie zu errichten. Die spätere Konzentration der Befestigungen auf den Alpenraum war damals noch nicht vorgesehen.
Der Glaube an die kriegsverhindernde Kraft des Völkerbundes hatte einen Stillstand in der Entwicklung des Schweizer Wehrwesens bewirkt. Man hoffte auf einen Erfolg der Genfer Abrüstungskonferenz (2. Februar 1932 bis zum 11. Juni 1934, mit Unterbrechungen). Das Militärbudget war jahrelang so niedrig, dass es nicht einmal zur Durchführung aller vom Gesetz vorgeschriebenen Ausbildungskurse ausreichte und für Ausrüstung und Bekleidung die Reserven angegriffen werden mussten. Für die notwendige Erneuerung und Vermehrung der Waffen stand kein Geld zur Verfügung. Deshalb konnte erst zu Beginn des Zweiten Weltkrieges mit dem Bau der Limmatstellung und dem Ausbau von weiteren Festungen begonnen werden. Ein Vorteil dieser – für die Schweiz gefährlichen – Situation war, dass beim Bau der Verteidigungslinien neue Entwicklungen der Kriegsführung (Blitzkrieg, Panzerschlachten, Luftlandetruppen) laufend berücksichtigt werden konnten (dynamische und tief gestaffelte Verteidigung, Ausnützung des hindernisreichen Geländes).

## Zweiter Weltkrieg

### Errichtung neuer Befestigungen ab 1937/1939

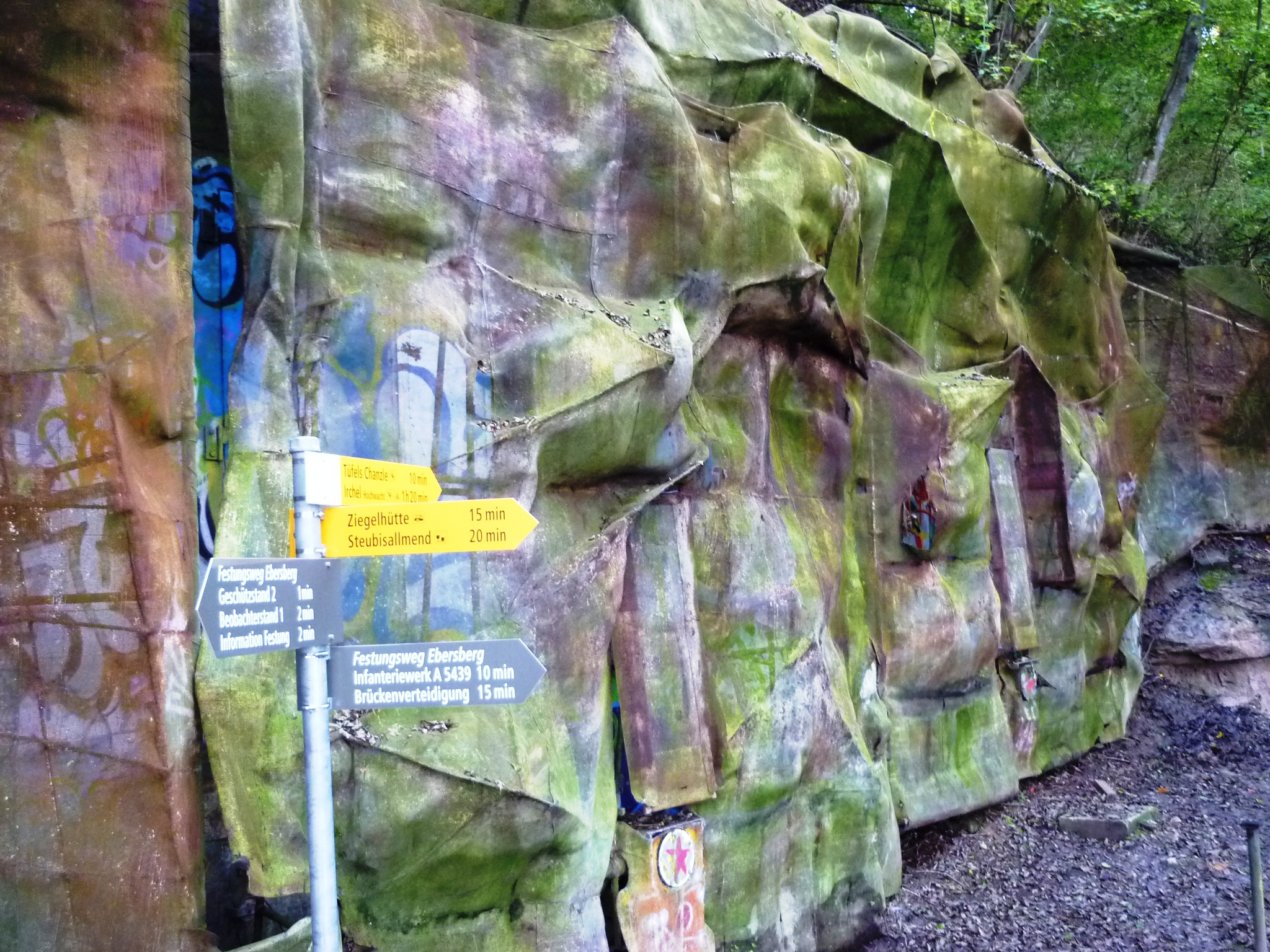
Artilleriewerk Ebersberg (A5438) am Rhein bei Rüdlingen: Geschützstand 1 mit Tarnung

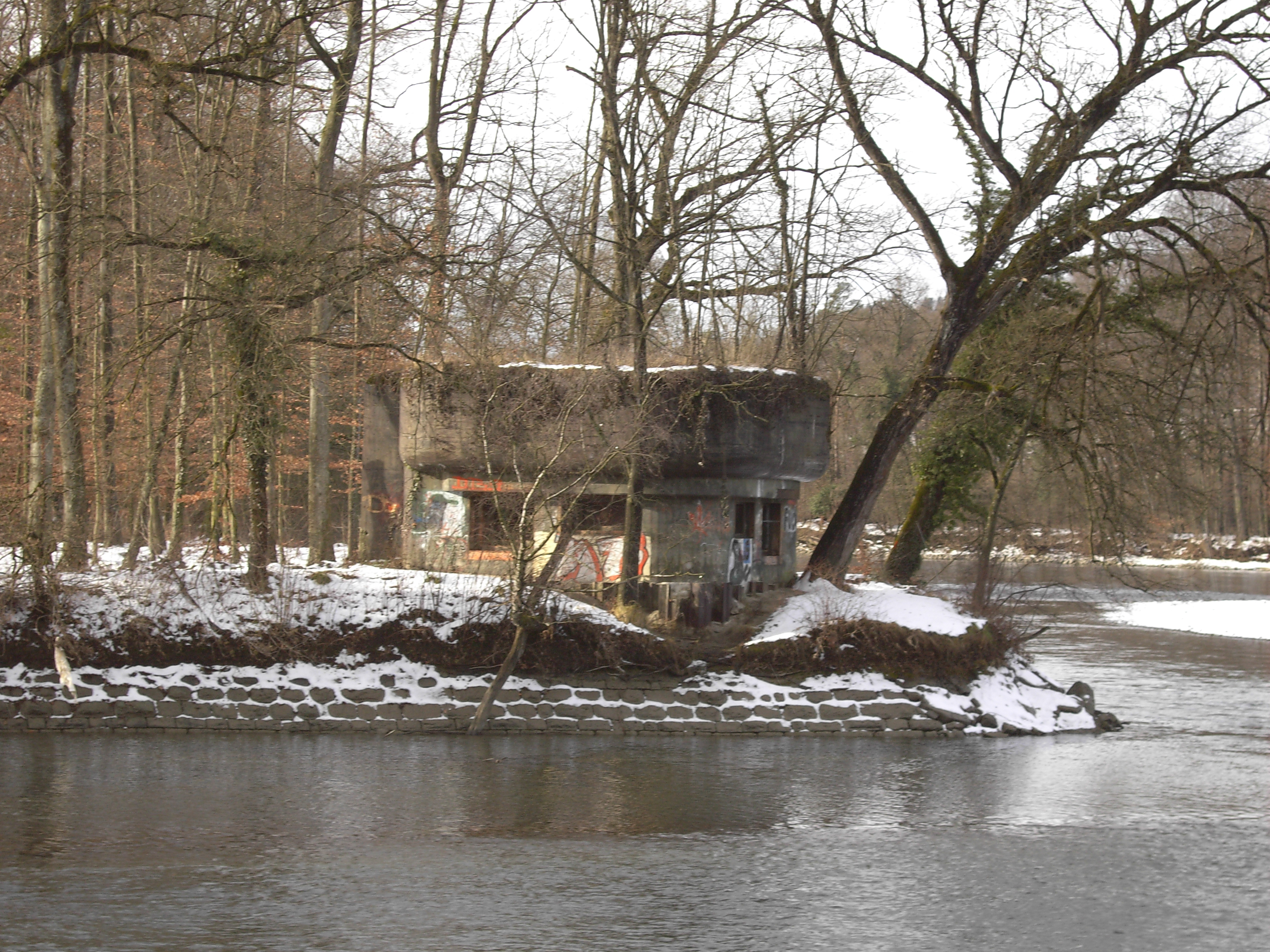
Bunker der Limmatstellung – ab Juli 1940 als vorgeschobene Stellung – im Wasserschloss

Kurz vor dem Zweiten Weltkrieg entstanden zunächst neue Festungen im Schweizer Grenzgebiet, wie etwa in Vallorbe und am Rhein. Diese Grenzbefestigungen gehören, wie auch die Befestigungen im Mittelland, nicht zum Réduit. Neue Anlagen wurden am Gotthard und in den bestehenden Festungen von St-Maurice und (weitgehend neu) im Festungsgebiet Sargans errichtet.
Bis zur Kapitulation Frankreichs hatte sich der Befestigungsbau auf die Grenzzonen (Artilleriewerke Reuenthal, Festung Ebersberg, Festung Heldsberg), Sargans, nördlicher Jura sowie Saint-Maurice und die Limmatstellung, konzentriert. Die Bauarbeiten umfassten neben eigentlichen Festungen auch Infanteriestände, Geschützstellungen, Panzerhindernisse, Kommandoposten, Militärstrassen, Unterkünfte usw.
Die Festungswerke von Sargans, St-Maurice, Gotthard und der Linthebene (Infanteriefestung Grynau) gehörten später zum Réduit, die übrigen Bereiche wurden zur vorgeschobenen Stellung, die den grössten Teil des Mittellandes umfasste. Diese vorgeschobene Stellung verlief von Sargans im Nordosten dem Zürichsee und der Limmat entlang bis in den Raum Hauenstein, von dort weiter zur Fortifikation Murten, dann westwärts über den Jura zum Jolimont zwischen Neuenburgersee und Bielersee, weiter über den Wistenlacherberg und anschliessend von Murten an die Saane. Die vorgeschobene Stellung war deutlich weniger ausgebaut als das Réduit.

### Erste Armeestellung
Am 28. August 1939 abends bot der Bundesrat mittels Radio die Teilmobilmachung der Grenztruppen (80'000 Mann) auf den 29. August auf, zwei Tage vor dem deutschen Überfall auf Polen. Die Bundesversammlung wählte am 30. August Henri Guisan zum General. Am Mittag des 1. Septembers, dem Tag des Kriegsausbruchs, ordnete der Bundesrat mittels Plakatanschlag die allgemeine Mobilmachung (Generalmobilmachung) auf den 2. September (1. Mobilmachungstag) an. Am 2. September rückten 630'000 Mann (430'000 Soldaten und 200'000 Hilfsdienstpflichtige) ein und bezogen eine Bereitschaftsaufstellung im Mittelland.
Mit dem Operationsbefehl Nr. 2 vom 4. Oktober 1939 ordnete der General die Besetzung und den Ausbau der «Limmatstellung» als erste Armeestellung der Schweizer Armee an, um einen Angriff aus dem Norden und eine Umgehung der Maginot-Linie durch die Schweiz aufhalten zu können. Am 23. Juni 1940 – einen Tag nach der faktischen Kapitulation Frankreichs – gab Guisan den Befehl zur Einstellung der Befestigungsarbeiten in den bisherigen Stellungen. Nur noch letzte Fertigstellungsarbeiten sollten durchgeführt werden.

### Planung
Ab Frühjahr 1940 wurden verschiedene Pläne für das Réduit erstellt. Die Hauptunterschiede bestanden in der vorgesehenen Grösse, wobei zwei Lösungen zu engeren Auswahl standen:
Die konsequenteste Lösung stellte der Plan von Oscar Adolf Germann (1889–1979) dar: Ein kompaktes Réduit, das durch Gebirgstruppen verteidigt werden sollte. Der Plan Gonard, der schliesslich verwirklicht wurde, umfasste hingegen ein ausgedehnteres System, das die drei befestigten Zonen Sargans, Gotthard und St-Maurice einschloss. Der Plan war nach Oberstleutnant Samuel Gonard (1896–1975) benannt, damals Chef des persönlichen Stabes des Generals und der eigentliche operative Kopf der Schweizer Armee. General Guisan und sein Generalstabschef mussten entscheiden, bis zu welchem äussersten Grad der Konsequenzen in Bezug auf das Réduit sie unter Umständen gehen mussten. Die Anordnungen bauten sodann auf Überlegungen strategischer und taktischer Natur auf. Diese bestanden darin, schrittweise in eine Verteidigungsstellung im Zentralraum überzugehen und damit einer Taktik der Verteidigung in der Tiefe zu folgen.

### «Réduit national» als Antwort der Schweiz auf die Einkreisung von 1940

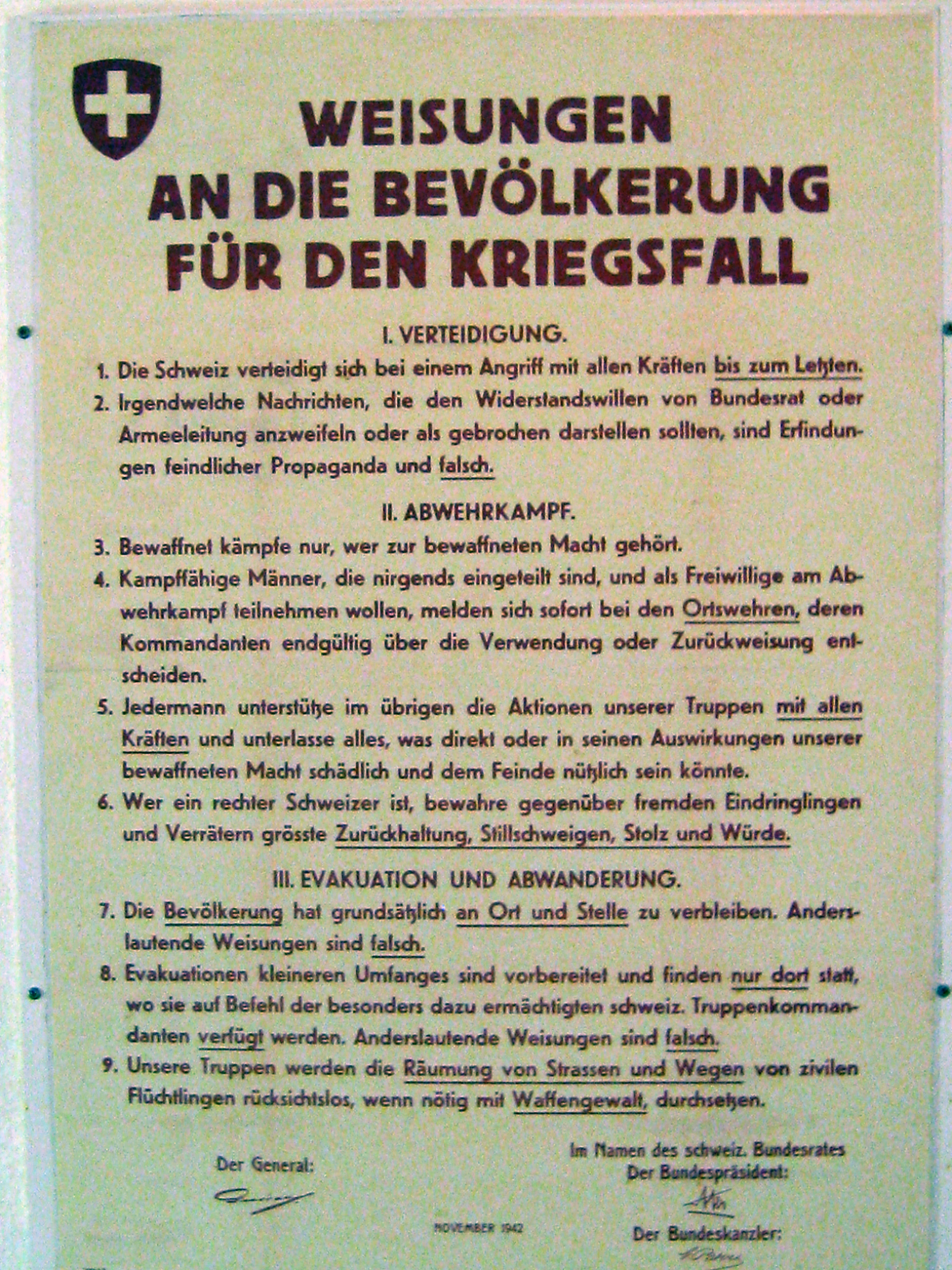
Weisungen an die Zivilbevölkerung (1942)

Mit der Kapitulation Frankreichs entstand für die Verteidigung der Schweiz eine völlig neue Situation. Sie war nun rundum von den Achsenmächten eingekreist. Aufgrund des Verlaufs des Westfeldzugs musste mit einem raschen Durchbruch (Blitzkrieg) und einem darauf folgenden Zusammenbruch gerechnet werden. Bei einem Verbleib in den vorgeschobenen Stellungen wären viele Truppen nutzlos geopfert worden.
Die Debatte über die Réduitlösung begann am 22. Juni 1940. Am 25. Juli 1940 informierte General Guisan anlässlich des Rütlirapportes sämtliche höheren Offiziere über den Plan, im Falle eines Angriffs der Achsenmächte die Verteidigung der Schweiz auf das Gebiet der Hochalpen mit den wichtigen Passübergängen, vor allem dem Gotthardmassiv, zu konzentrieren und alle Zufahrten zu den Bergen notfalls zu zerstören.
Mit dem Operationsbefehl Nr. 12 vom 17. Juli 1940 wurden drei Divisionen (Div 1, 3, 8) in die Voralpen/Alpen verschoben. Zusammen mit den zwei Divisionen (Div 7, 9), die bereits im Reduitbereich waren, befanden sich nun fünf Divisionen im Reduit. Mit dem Operationsbefehl vom 17. August 1940 kam noch die 6. Division dazu. Nachdem dort Festungen gebaut und für sechs Monate Vorräte für die Truppe und die dortige Bevölkerung angelegt waren, wurden mit dem Operationsbefehl Nr. 13 vom 24. Mai 1941 auch die übrigen drei (Div 2, 4, 5) Divisionen in den Zentralraum verlegt. Das Gros der Zivilbevölkerung und die Schlüsselindustrien waren während den beiden allgemeinen Mobilmachungen nur noch durch die «nicht mehr stark dotierten» Grenztruppen, leichten Truppen, Territorialtruppen und die Ortswehren geschützt. Diese hatten auch die Aufgabe, Industrieanlagen, Verkehrsnetz, Brücken, Tunnels und Kommunikationseinrichtungen – für den Fall eines Einmarsches – zur Zerstörung vorzubereiten (Taktik der verbrannten Erde).
Operationsbefehl Nr. 11 vom 12. Juli 1940

„GEHEIM
[…]
V. Ich habe folgenden Entschluss gefasst. Die Verteidigung des Landes wird nach einem neuen Grundsatz organisiert werden, demjenigen der Staffelung in der Tiefe.
[…]
Die Widerstandsstaffeln werden sein:
- die Grenztruppen
- eine vorgeschobene oder Sicherungsstellung
- eine Alpen- oder Zentralraumstellung (réduit national), die im Osten, Westen und Süden durch
- die einbezogenen Befestigungen von Sargans, St-Maurice und des Gotthard flankiert wird. […]

Die diesen drei Widerstandsstaffeln zugewiesenen Aufträge sind die folgenden:
- derjenige der Grenztruppen bleibt aufrecht;
- die vorgeschobene oder Sicherungsstellung sperrt die Einfallsachsen in das Innere des Landes;
- die Truppen der Alpen- oder Zentralraumstellung halten, mit grösstmöglichen Vorräten versehen ohne jeden Gedanken an Rückzug. […]

IV. Aber es ist vor allen Dingen wichtig, dass die Bevölkerung auf keinen Fall in der Richtung auf das Réduit zurückströmt, wo sie den Erfolg der Operation in Frage stellen und nicht über genügend Vorräte verfügen würden.“

### Aufträge und Einsatzräume während der Réduit-Besetzung (Operationsbefehl Nr. 13 vom 24. Mai 1941)
| Einheit                            | Kommandant                      | Truppenstärke | Auftrag | Einsatzraum                              |
| ---------------------------------- | ------------------------------- | ------------- | --- | ---------------------------------------- |
| 1. Armeekorps                      | Jules Borel                     | 94'000        | Verteidigt das Réduit mit Nordfront, sperrt das obere Aaretal, schützt den Zugang zum Réduit in den westlichen Voralpen                      | Rochers de Naye bis Hohgant              |
| 1. Division                        | Léonard Combe                   | 20'000        | Verteidigt das Réduit zwischen Rochers de Naye und Kaiseregg und mit Schwergewicht entlang der Achsen, welche von Bulle ins Simmental führen | Rochers de Naye bis Kaiseregg            |
| 2. Division                        | Jules Borel                     | 24'000        | Verteidigt das Réduit zwischen Stockhorn und Kaiseregg                                                                                       | Kaiseregg bis Stockhorn                  |
| 3. Division (Geb), Berner Division | René von Graffenried            | 16'000        | | Stockhorn – Thunersee – Hohgant          |
| Gebirgsbrigade 10 (Br mont 10)     | Schwarz                         | 11'000        | | Unterwallis                              |
| Gebirgsbrigade 11 Simplonbrigade   | Bühler                          | 13'000        | | Simplonpass – oberes Rhonetal            |
| 1. Leichte Brigade                 | Charrière                       | 10'000        | Verzögerungskraft im Mittelland | Genferseegebiet, Kanton Freiburg         |
| Festungsgebiet Saint-Maurice       |                                 |               | | St. Maurice                              |
| 2. Armeekorps                      | Friedrich Prisi                 | 46'000        | Verteidigt das Réduit mit Nordfront, sperrt Zugang zum Brünig, linkes Ufer des Vierwaldstättersees                                           | Hohgant bis Bürgenstock                  |
| 8. Division (Geb)                  | Alfred Gübeli                   | 16'000        | | Hohgant bis Stillaub (Finsterwald)       |
| 4. Division                        | Emil Scherz                     | 20'000        | | Stillaub bis Stansstad/Bürgenstock       |
| 2. Leichte Brigade                 | Koller                          | 10'000        | Verzögerungskraft im Mittelland | Berner Mittelland                        |
| 4. Armeekorps                      | Jakob Labhart                   | 80'000        | Verteidigt das Réduit mit Nordfront, sperrt den Zugang zum Gotthard von Norden                                                               | Bürgenstock bis Linthebene               |
| 5. Division                        | Eugen Bircher/Rudolf von Erlach | 22'000        | | Bürgenstock bis Rigi                     |
| 6. Division                        | Herbert Constam/Marius Corbat   | 26'000        | Sperrt Zugänge zum Talkessel von Schwyz | Rigi – Zugerberg – Etzel                 |
| 7. Division                        | Herbert Flückiger/Hans Frick    | 22'000        | Sperrt Zugang Wägital, Sihlseeraum, hält Oberegg, Etzel, verzögert Vordringen in Linthebene                                                  | Etzel – Stöcklichrüz – Linthebene        |
| 3. Leichte Brigade                 | Wirth                           | 10'000        | Verzögerungskraft im Mittelland | Nordostschweiz                           |
| Festungsgebiet Sargans             | Gubler                          |               | | Sargans                                  |
| 3. Armeekorps                      | Renzo Lardelli/Constam          | 40'000        | Verteidigt das Réduit mit Südfront, sperrt den Zugang zum Gotthard von Südwesten, Süden und Osten                                            | Oberwallis, Gotthard, Tessin, Graubünden |
| 9. Division (Geb)                  | Edouard Tissot                  | 18'000        | | Oberwallis und Gotthard                  |
| Gebirgsbrigade 9 Gotthardbrigade   |                                 | 11'000        | | Gotthard                                 |
| Gebirgsbrigade 12                  | Hold                            | 11'000        | | Graubünden                               |
| Festungsgebiet Gotthard            |                                 |               | | Gotthardmassiv, Grimsel                  |
| Grenzbrigaden                      |                                 | 90'000        | | Grenzräume                               |
| Grenzbrigaden 1–5                  |                                 | je 10'000     | | Genfer bis Aargauer Jura                 |
| Grenzbrigade 6                     |                                 | 10'000        | | Schaffhausen                             |
| Grenzbrigade 7                     |                                 | 10'000        | | Thurgau                                  |
| Grenzbrigade 8                     |                                 | 10'000        | | Rheintal                                 |
| Grenzbrigade 9                     |                                 | 10'000        | | Tessin, Becken von Bellinzona            |

Die Tabelle zeigt die eigentlichen Kampftruppen (Infanterie, Leichte Truppen). Diese wurden von der Artillerie (52'000 Mann), den Genietruppen (30'000 Mann), den Flieger- und Flabtruppen (30'000 Mann), der Sanität (30'000 Mann), den Verpflegungstruppen (7'000 Mann), den Motortransporttruppen (9'000 Mann), dem Train (14'000 Mann), dem Hilfsdienst (200'000 Mann) und dem FHD (15'000 Frauen) unterstützt.
Das 1. Armeekorps war am stärksten dotiert. Es verfügte über die 1., 2. und 3. Division, die 10. Gebirgsbrigade, die 1. Leichte Brigade und über die Festung St-Maurice.
Ab dieser Zeit bildete die Luftwaffe die einzige Reserve des Generals. Auch die Armeekorps konnten nicht mehr als ein Regiment als taktische Reserve abstellen.

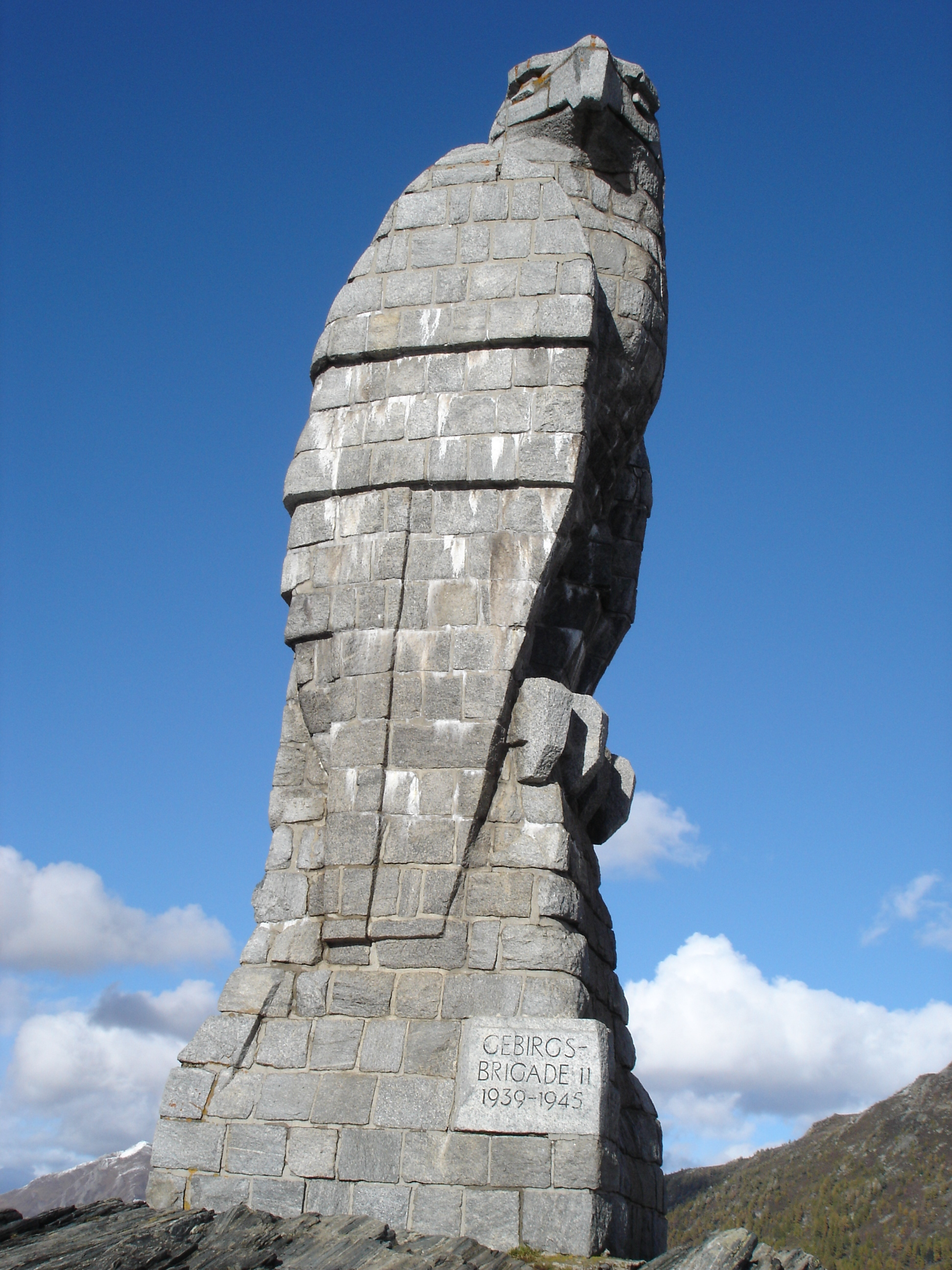
Steinadler der Gebirgsbrigade 11 auf der Simplonpasshöhe

### Mobilisierung der Schweizer Armee 1939–1945
Das schweizerische System der Mobilisierung galt als das weltweit schnellste. Da die Milizsoldaten Waffe und Munition zu Haus aufbewahrten, konnten die Grenztruppen innerhalb 4 Stunden, die ganze Armee innerhalb 24 Stunden mobilisiert werden.
Im Zweiten Weltkrieg ordnete der Bundesrat zwei allgemeine Mobilmachungen der ganzen Armee mit 430'000 Diensttuenden (Kampftruppen) und 200'000 Hilfsdienstpflichtigen an. Die erste am 1. September 1939 (Überfall auf Polen) mit sukzessiver Reduktion der Diensttuenden auf 170'000 bis Februar 1940 und von da an mit einem sukzessiven Aufbau bis zur zweiten allgemeinen Mobilmachung am 10. Mai 1940 (Westfeldzug) und anschliessender Reduktion auf 150'000 bis September 1940.
Von Juli bis August 1940 bezogen sechs Divisionen und drei Gebirgsbrigaden das Réduit und im Mai 1941 folgten die restlichen drei Divisionen. Die Grenzbrigaden (90'000 Mann) verblieben in ihren Grenzräumen, die drei leichten Brigaden (30'000 Mann), die Territorialtruppen der 13 Territorialkreise (90'000 Mann Infanterie), die Ortswehren (127'000 Mann) im Mittelland. Neben dem Verzögerungskampf hatten sie die Aufgabe, die Sprengung und Zerstörung der Kommunikationen, Brücken, Tunnels, Lager- und Produktionsstätten vorzunehmen, die Gotthard- und Lötschbergverbindungen zu unterbrechen sowie Luftlandetruppen zu bekämpfen.
Mit dem Bezug des Réduits wurde eine Teilmobilisierung verbunden und eine periodische Ablösung der Truppen eingeleitet. Die Réduitzugänge blieben ständig besetzt, da es deutsche Pläne gab, diese mit Luftlandetruppen einzunehmen. Durch die Einführung der «stillen» Mobilmachung mittels Marschbefehlskarten war eine graduelle Mobilmachung möglich, die von den Nachrichtendiensten nicht so leicht bemerkt werden konnte.
Von September 1940 bis Kriegsende gab es 80 Teilmobilmachungen und es waren ständig um die 100'000 Diensttuende im Einsatz, mit vier Spitzen von 150'000–200'000 Mann im November 1942, Oktober 1943 (Alliierte Invasion in Italien), Juli 1944 (Invasion in der Normandie) und Oktober 1944 (alliierte Truppen an der Schweizer Grenze).

### Akzentuierung der Réduit-Strategie im Mai 1941

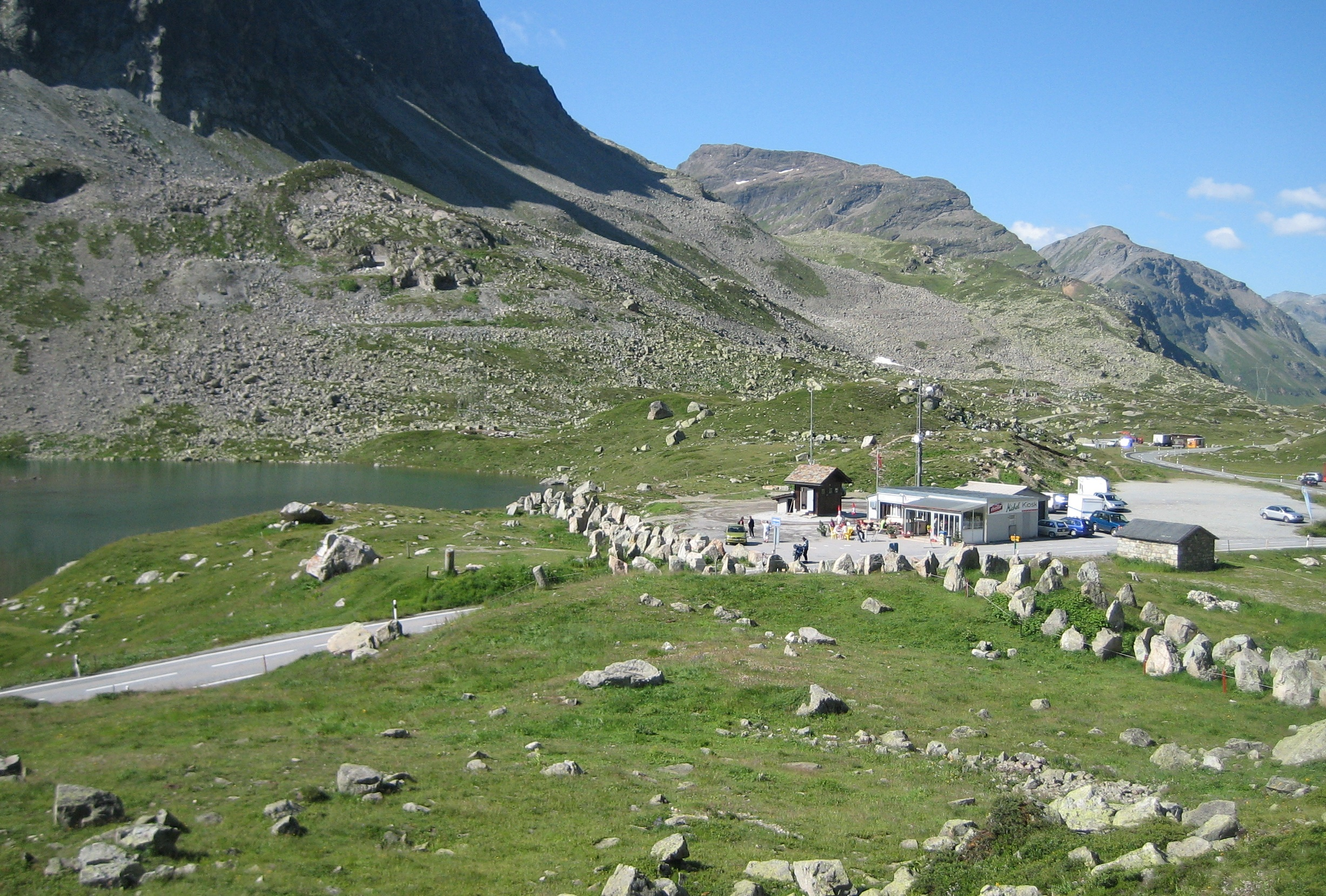
Panzersperre aus Natursteinblöcken auf dem Julierpass von 1939

Mit dem Operationsbefehl Nr. 13 vom 24. Mai 1941 wurde die Konzentration auf die Verteidigung des Réduit noch verstärkt. Mit diesem Befehl wurde die vorgeschobene Stellung als operative Armeestellung aufgegeben, die endgültige Aufstellung praktisch der gesamten noch mobilisierten Schweizer Armee (zwei Drittel der Bestände waren nach dem Waffenstillstand in Frankreich demobilisiert worden) sollte fortan im Réduit erfolgen. Diese Konzentration der Verteidigung stand unter dem Eindruck des Balkanfeldzugs vom April 1941. Dabei hatte die deutsche Wehrmacht in nur 23 Tagen Jugoslawien und Griechenland überrannt; der Vorgang bestätigte einerseits die modernen militärischen Fähigkeiten des nationalsozialistischen Deutschlands, andererseits aber den geringen Verteidigungswert von Mittelgebirgen als Hindernisse gegen angreifende Panzertruppen. Die Schweizer Armeeführung, die noch über keine nennenswerte eigene Panzerwaffe verfügte, zog mit der weitestgehenden Konzentration der Landesverteidigung auf das Hochgebirge die logische Konsequenz.
Von der Grenze durchs Mittelland sollte im Kriegsfall also nur noch ein Verzögerungskampf geführt werden. Das dichtbevölkerte Mittelland und damit alle wirtschaftlichen Zentren des Landes hätten gegenüber einem übermächtigen Feind nicht gehalten werden können. Die Réduitstrategie war deshalb umstritten.

### Stärkung des Widerstandwillens in der Armee und der Bevölkerung
Auf das 1935 vom sozialdemokratischen Basler Nationalrat Fritz Hauser eingereichte Postulat reagierte der Bundesrat mit der Schaffung der Kulturstiftung Pro Helvetia, um die geistige Unabhängigkeit der Kultur in der Schweiz angesichts der Bedrohung durch das nationalsozialistische Deutschland und dessen faschistischer Propaganda zu bewahren.
Mit dem Armeebefehl vom 3. November 1939 ordnete General Henri Guisan an, aus der Gruppe Armee der Pro Helvetia die der Generaladjutantur unterstellte Sektion Heer und Haus, eine Art psychologischen Dienst, zu bilden. Diese hatte die Aufgabe, den Wehrwillen der Truppe durch Vorträge und Unterhaltung auch während längeren Militärdiensten aufrechtzuerhalten. Im Armeebefehl schrieb er: Es ist unbedingt erforderlich, dass die Truppe, trotz langer Dienstdauer und ungeachtet von Trennung von Familie und Beruf, eine gehobene Geistesverfassung behält. Frei von quälenden Zweifeln und Entmutigungen soll der Soldat Gleichmut und Zuversicht behalten.
Nach dem unerwartet raschen Zusammenbruch Frankreichs und der Umschliessung der Schweiz durch die Achsenmächte wurde der Widerstandswillen der Schweizer Bevölkerung neben den kriegswirtschaftlichen Massnahmen (Anbauschlacht, Rationierung) zum entscheidenden Faktor für die Widerstandsfähigkeit der Armee.
Weil auf die Grundsatzerklärung des Bundesrates von 1938 von ziviler Seite nichts unternommen wurde, erteilte Guisan in seinem Tagesbefehl vom 1. August 1941 mit der Formel «Schweizerisch denken und schweizerisch handeln» der Generaladjutantur den Befehl, Heer und Haus um den «Aufklärungsdienst Zivil» zu erweitern und eine Kampagne zur Aufklärung der Zivilbevölkerung zu lancieren. Dazu wurden aus dem Umfeld des Nachrichtenbüros Hans Hausamanns und den Widerstandsorganisationen (Offiziersbund, Aktion Nationaler Widerstand) Kader rekrutiert.
Für den Historiker Peter Dürrenmatt und andere zeitgenössische Beobachter hat Heer und Haus von 1941 bis 1945 entscheidend zur Erhaltung und Stärkung der geistigen Widerstandskraft (Geistige Landesverteidigung) beigetragen: «So darf man sagen, dass es nie zuvor in der Geschichte der Eidgenossenschaft eine Bewegung von nur annähernd gleicher schöpferischer Eintracht gegeben hat, wie jene, die sich um den Aufklärungsdienst der Armee, um die Idee von ‹Heer und Haus› herum gebildet hatte.»

### Grenze des Réduits

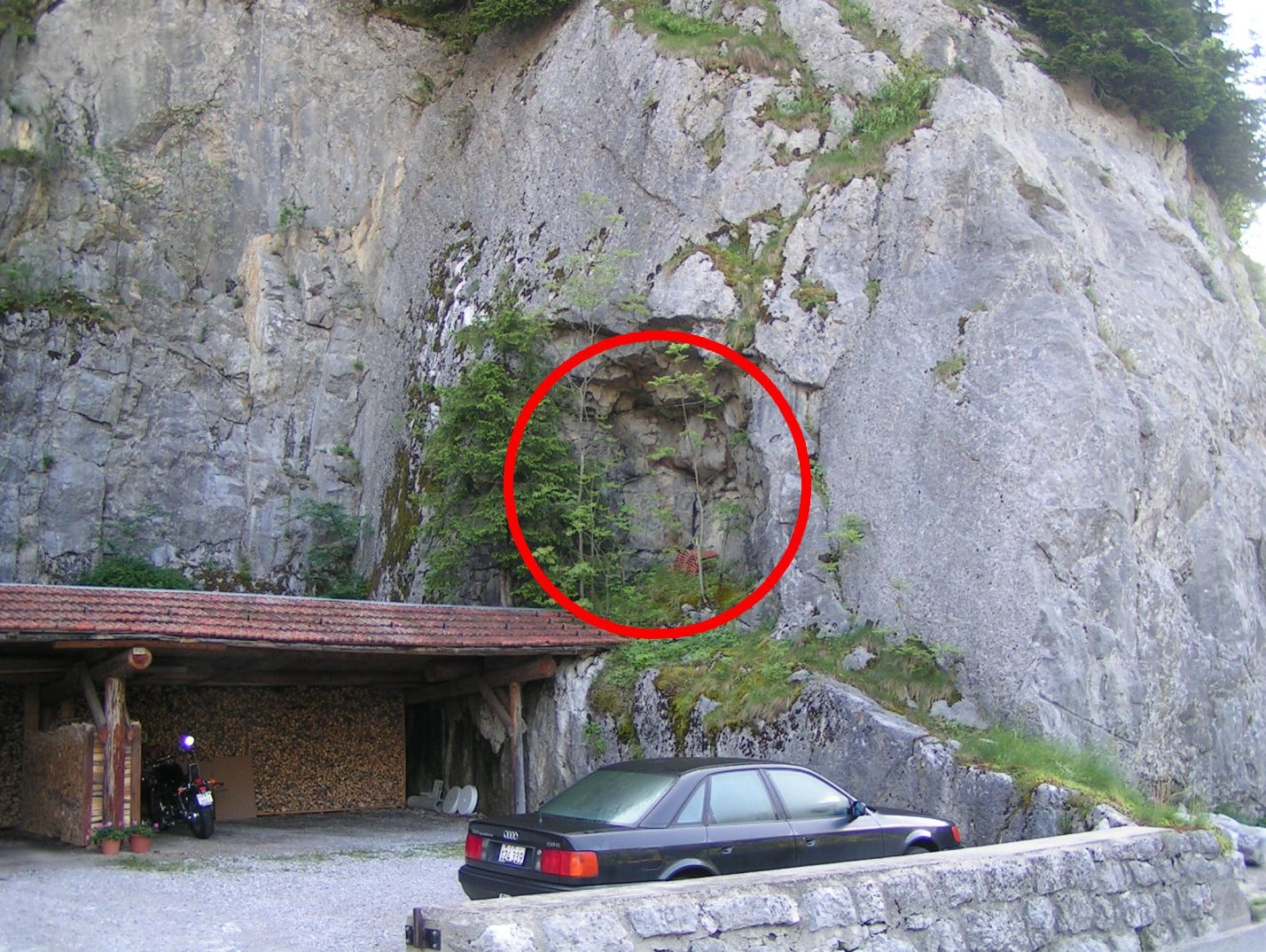
Getarnte Schiessscharte (Pak) der verbunkerten Sperre Jaun (CH/FR)

Verlauf und Abgrenzung des Schweizer Réduits unterlagen bis Mitte der 1990er-Jahre der Geheimhaltung. Seit jeher war aber bekannt, dass das Réduit rund ein Viertel des Schweizer Territoriums umfasste, auch der Umriss war im Grossen und Ganzen schon lange öffentlich bekannt. Die Zentralraumstellung umfasste im Wesentlichen den Alpenraum ohne den grösseren Teil Graubündens und weitgehend auch ohne das Tessin.

#### Réduit Nordfront
Die Nord- und Westgrenze des Réduits verlief ausgehend von der Festung Sargans im Nordosten (und gegen den Uhrzeigersinn) folgendermassen:
Entlang der Landesgrenze mit Liechtenstein nach Norden bis etwa Sevelen, von dort nach Westen über den Fulfirst zum Walensee, an dessen Südufer entlang durch die Linthebene bis zum Ostende des Zürichsees, an dessen südlichem Ufer entlang bis etwa Wollerau/Richterswil, von dort ungefähr entlang der Linie Schindellegi-Raten-Oberägeri-Walchwil quer durch den Kanton Zug, weiter nach Küssnacht zum Vierwaldstättersee, diesen nutzend bis etwa Hergiswil NW, von dort weiter in Richtung Südwesten über die Berge Pilatus, Mittaggüpfi, Risetestock, Schafmatt, Schrattenfluh und Hohgant nach Heiligenschwendi und Oberhofen am Thunersee. Quer durch den See bis Einigen/Spiez, von dort weiter in Richtung Südwesten entlang der Stockhornkette vom Stockhorn bis zur Kaiseregg. Weiter über den befestigten Euschelspass (1567 m) über die Dents Verts zur Südspitze des Greyerzersees (Lac de la Gruyère) bei Broc. Dem Schutz dieses Abschnitts dienten die Artilleriewerke Jaunpass und Gross Tosse. Von Broc aus verlief die Grenze des Réduits im weiten Bogen über die Berge Le Moléson, Dent de Lys zum östlichen Ende des Genfersees bei Montreux.

#### Réduit Südfront
Schliesslich quer durch die östliche Spitze des Sees westlich Port-Valais zur französischen Grenze am Tour de Don und weiter nach Süden bis zum Grossen St.-Bernhard-Pass (2469 m), der die südwestliche Ecke des Réduit markierte. Die Südgrenze des Réduit verlief von diesem Punkt aus gut 100 Kilometer weit in Richtung Osten bis zum Griespass entlang der Landesgrenze mit Italien und folgte damit weitestgehend dem Alpenhauptkamm, der in den Walliser Alpen am Monte Rosa 4634 Meter Seehöhe erreicht. Grössere Geländebefestigungen erübrigten sich hier, die wenigen hoch gelegenen Alpenübergänge, von denen bis heute nur der Simplonpass ausgebaut ist, waren leicht zu sperren. Der im Zweiten Weltkrieg und in den Jahrzehnten danach gefürchtete massive Angriff mit Panzern, motorisierter Infanterie und schweren Waffen war von dieser Seite her nicht zu gewärtigen.
Vom Griespass aus verliess die Grenze des Réduits die Landesgrenze und führte in Richtung Nordosten zum Nufenenpass und weiter am Alpenhauptkamm entlang über den Pizzo Rotondo zum Gotthardpass. Die Gotthardfestung, der Festungskomplex um den Gotthardpass, war das Zentrum des gesamten Réduits und markierte zugleich dessen Südgrenze. Der vorgelagerte Kanton Tessin war zwar ebenfalls in weiten Teilen stark befestigt und sollte intensiv verteidigt werden, er gehörte aber nicht zum Réduit. Rund acht Kilometer östlich des St. Gotthards verliess die Grenze des Réduits den Alpenhauptkamm und wandte sich nach Norden, entlang der Bündner Kantonsgrenze, zum Oberalppass. Dieser Grenze folgte die Südgrenze des Réduits weiter über den Oberalpstock und die Glarner Alpen bis zum Ringelspitz und Kunkelspass, von dort weiter im Bogen nach Nordosten an Chur vorbei über den Vilan zur Liechtensteiner Grenze.

### Wichtigste Festungen und weitere Ausstattung

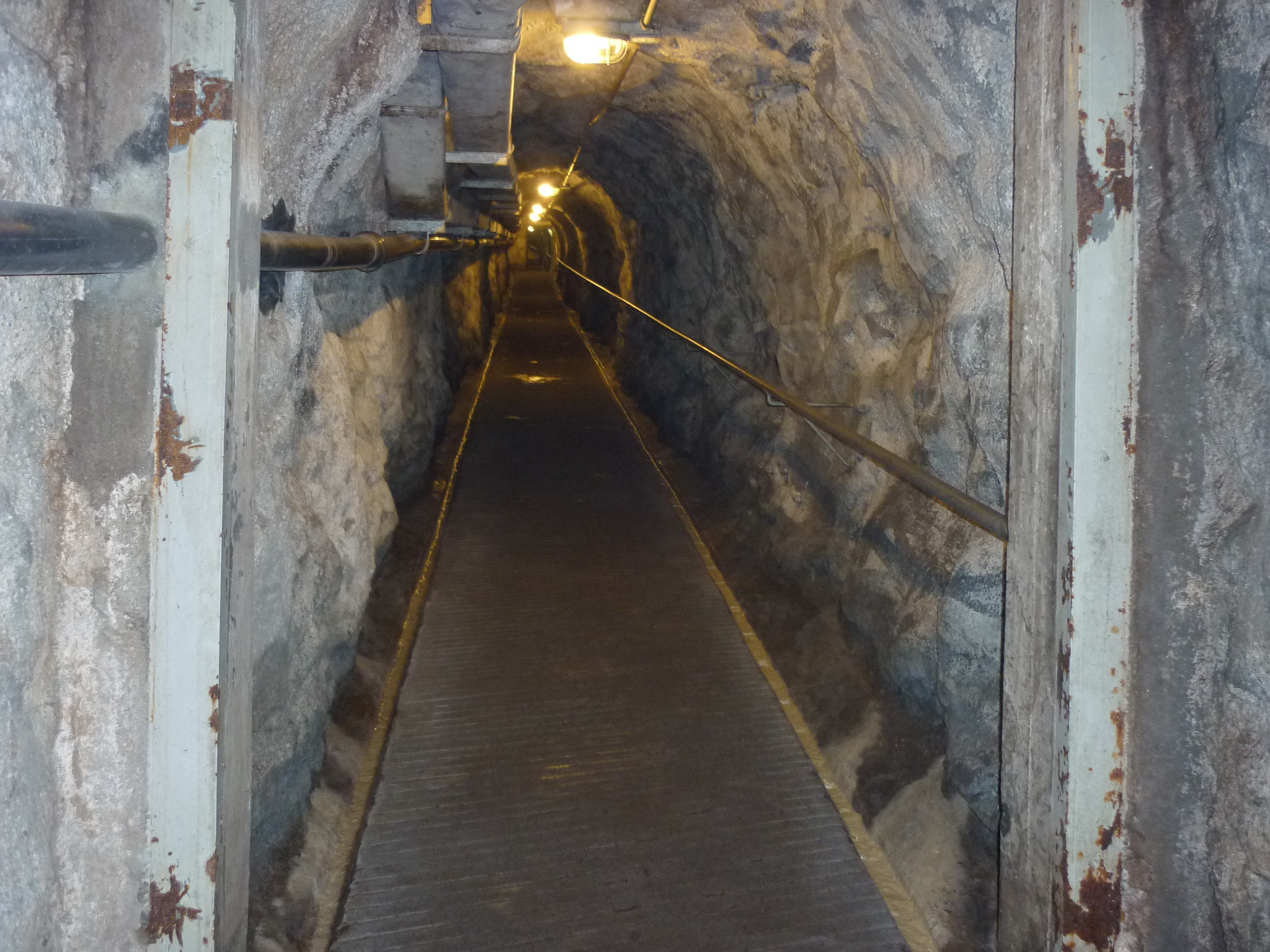
Festung Furggels: einer der 7,6 km langen Gänge in der Festung

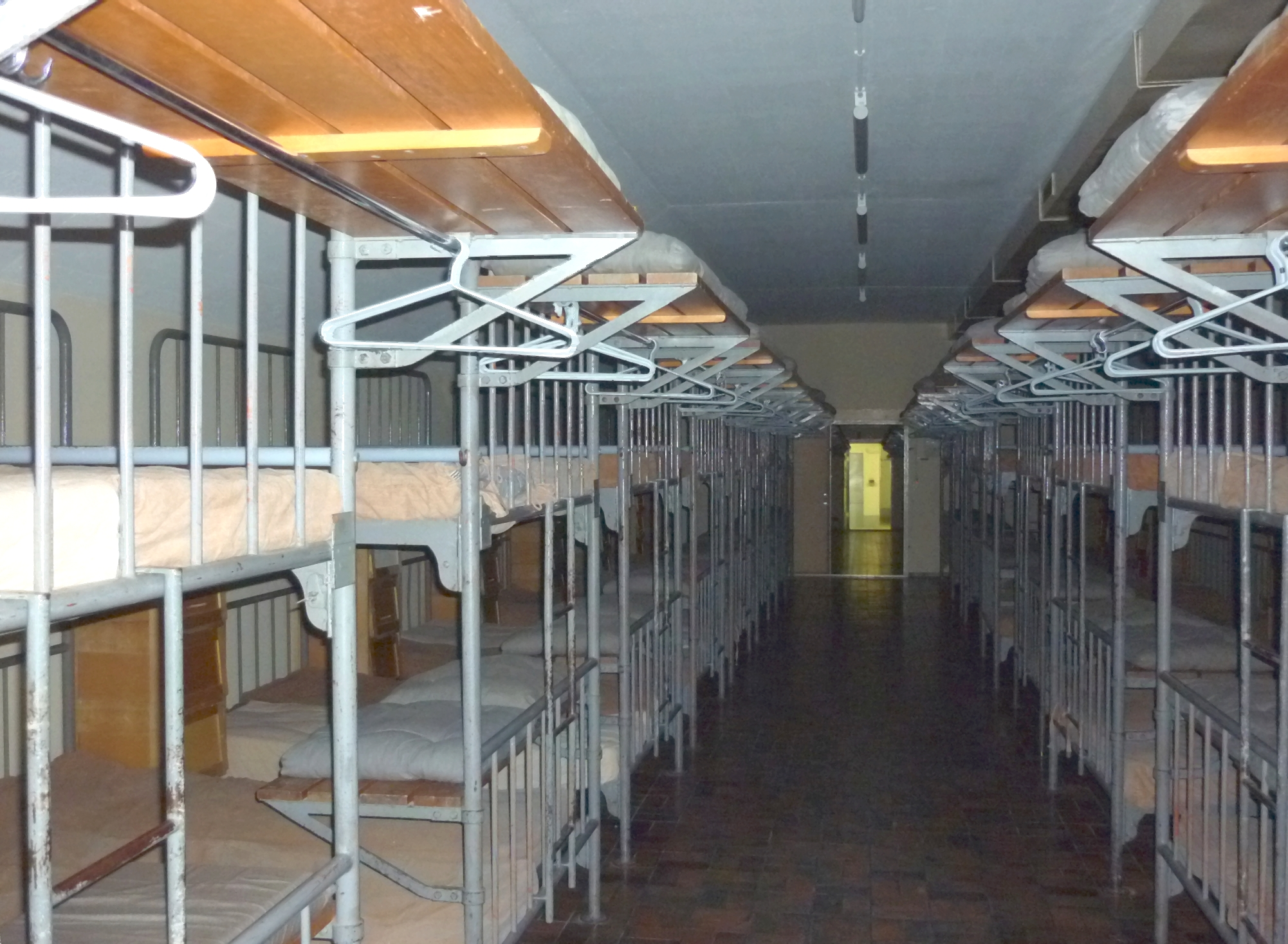
Furggels: Mannschaftsunterkunft

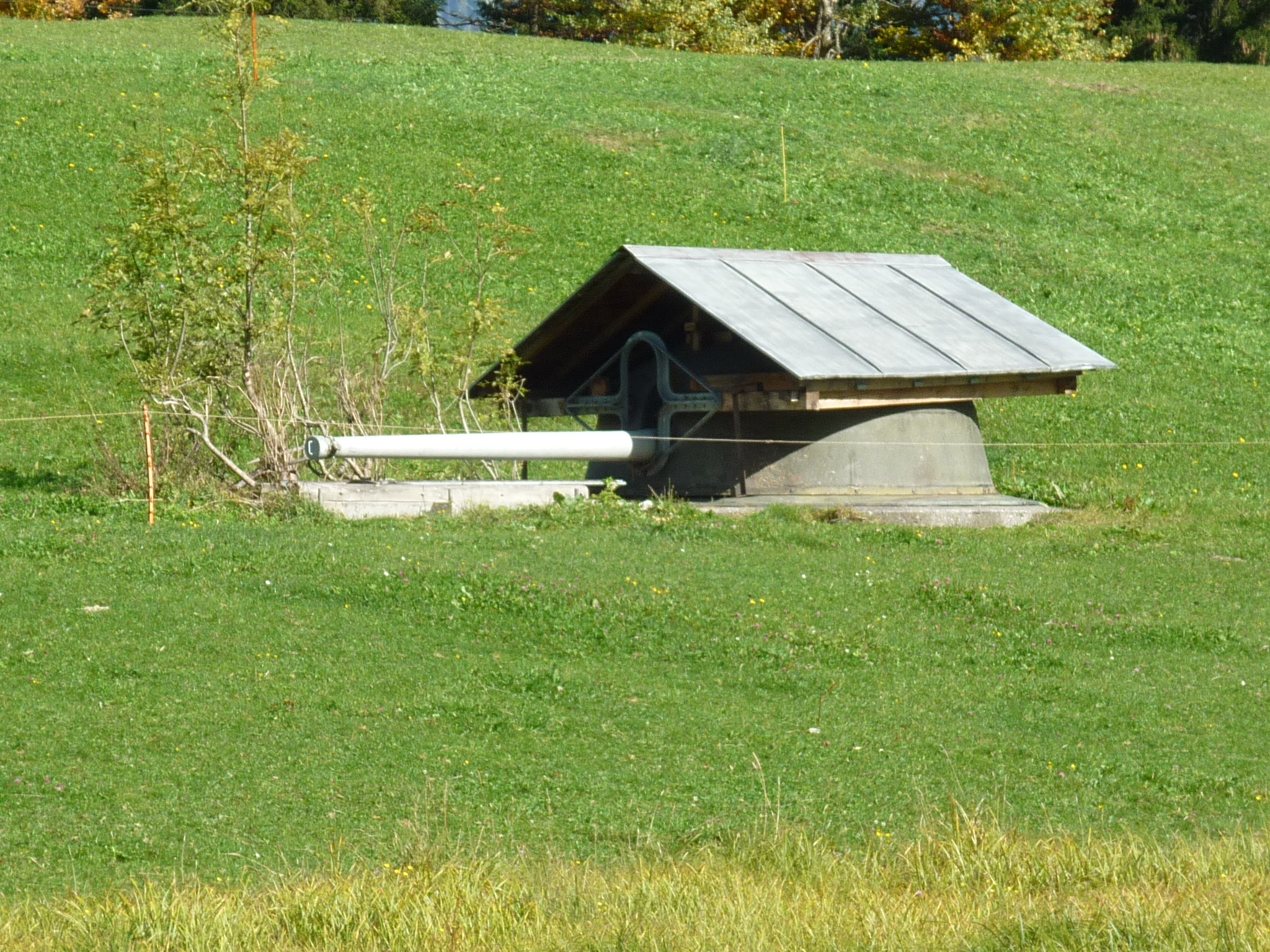
Furggels: teilweise enttarnter Panzerturm mit 10,5-cm-Turmkanone

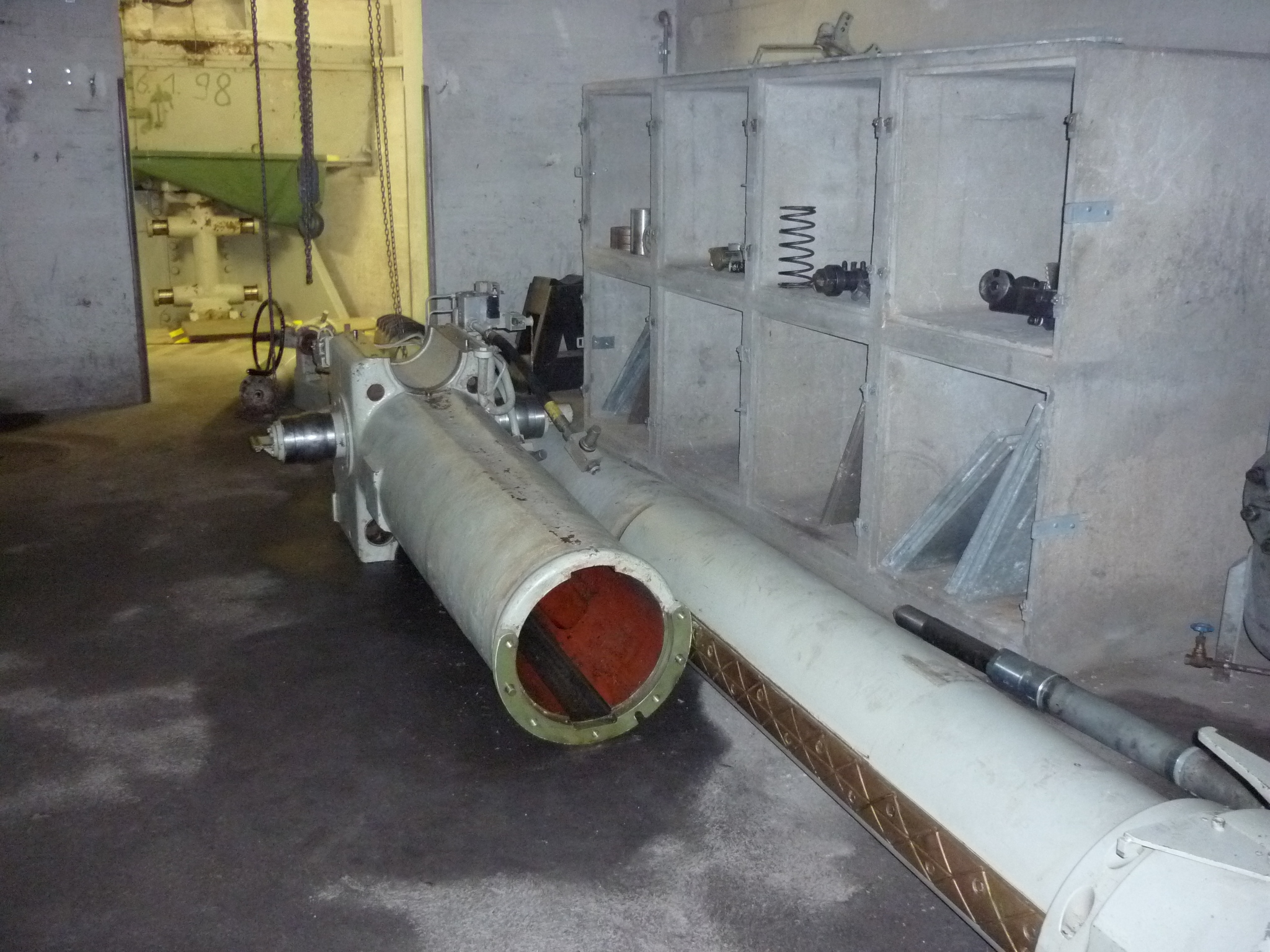
Furggels: zerlegte 15-cm-Bunker-Kanone und Schiessscharte von Innen

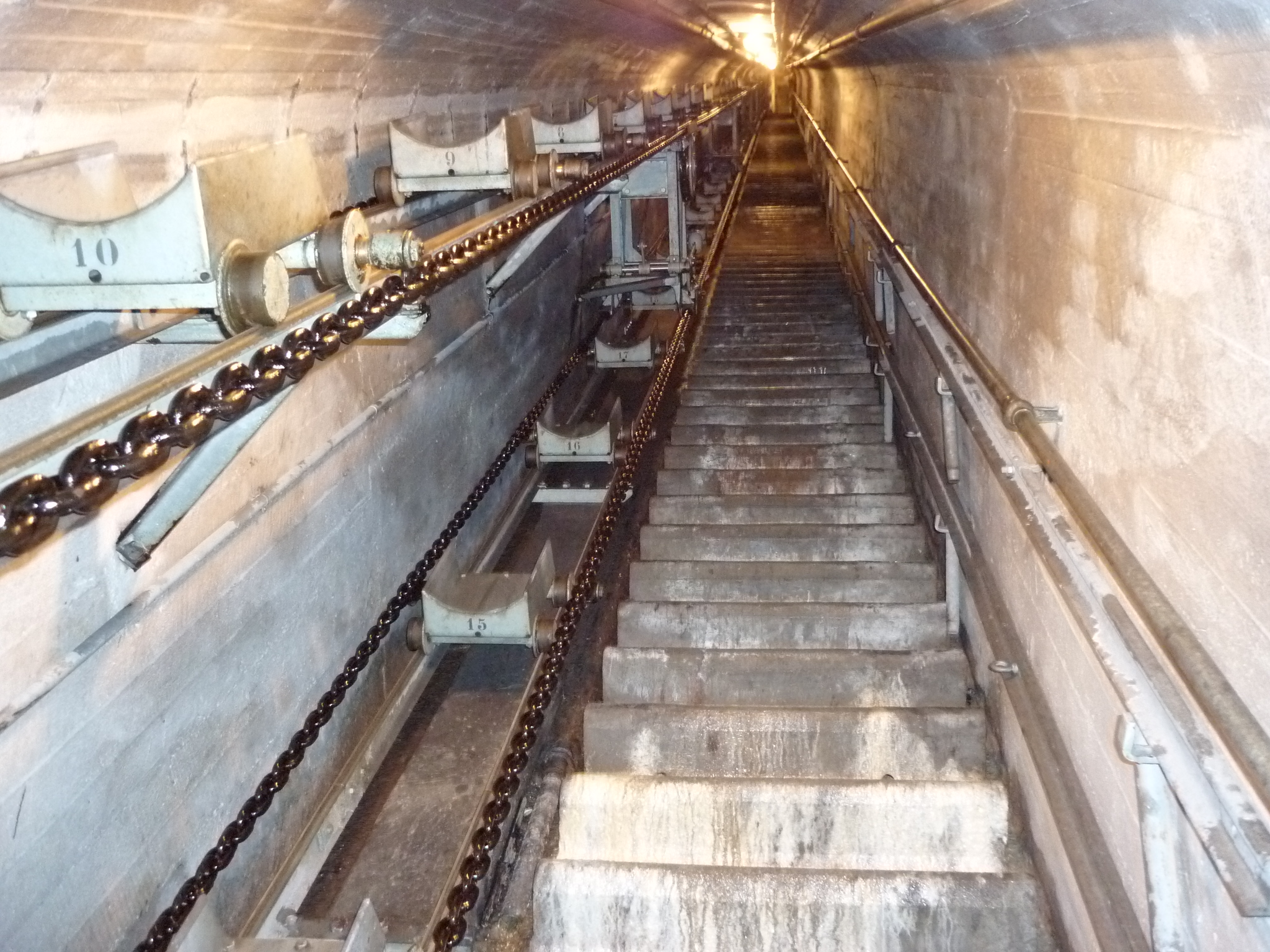
Furggels:Treppe zum Panzerturm mit Paternoster-Munitionsaufzug

Zu den wichtigsten Festungen des Réduits gehörten die Festungswerke Sargans und St-Maurice sowie der Gotthard als Zentrum:
- St. Maurice: Dailly – «Les Planaux»
- Gotthard: Airolo – Foppa Grande, Gotthard – San Carlo und Festung Sasso da Pigna, Andermatt – Gütsch, Furka – Festung Fuchsegg
- Sargans: Festung Magletsch, Festung Castels, Festung Furggels

Diese Anlagen waren mit aller notwendigen Infrastruktur ausgerüstet. Neben den Waffensystemen wurden auch Unterkünfte, Küchen, Operationsstellen, Krankenzimmer und Bäckereien in die Festungen mit eingebaut.
Die durch natürliche Hindernisse nicht oder nur unzureichend geschützten Teile der Réduit-Linie wurden mit mehreren Tausend künstlichen Hindernissen und Geländebefestigungen aller Art, etwa Strassensperren, Panzergräben und betonierten Höckersperren («Toblerone-Sperren») befestigt. Uferhindernisse an den Seegrenzen und massive Gebäudemauern in Siedlungen an der Réduit-Grenze komplettierten die Abwehr-Vorbereitungen. Im Kriegsfall wären zahlreiche Minenfelder, Stacheldrahtverhaue und künstliche Überflutungen (namentlich der Linthebene) hinzugekommen. Fest zur Réduit-Strategie gehörte ausserdem die Vorbereitung der Sprengung vieler Brücken und Tunnel, so zum Beispiel der Rheinbrücken in Basel, aber auch die Sprengung «normaler» Strassen- und Eisenbahnabschnitte, um mögliche Einfallwege für einen potenziellen Angreifer unbenutzbar zu machen.

### Militärflugplätze im Réduit
Mit der Réduit-Strategie standen wichtige Militärflugplätze im Mittelland plötzlich ausserhalb der zur Verteidigung vorgesehenen Réduitgrenzen im zentralen Alpenraum. Unter grossem Zeitdruck wurden im Berner Oberland sieben neue Militärflugplätze geschaffen: Ganz im Westen des Réduit mit dem Flugplatz Saanen, im Simmental die beiden Militärflugplätze Sankt Stephan und Zweisimmen, im Kandertal Reichenbach und Frutigen, schliesslich im Zentrum der Flugplatz Interlaken und der Militärflugplatz Meiringen.
Im Wallis wurden gleichzeitig die Militärflugplätze Turtmann, Raron, Ulrichen, Münster und in der Innerschweiz Alpnach, Kägiswil und Mollis gebaut. Zusammen mit den bereits im Réduitgebiet vorhandenen Flugplätzen Sion und Buochs verfügte die Armee über sechzehn Réduitflugplätze.
Ende November 1941 meldete das Kommando der Flieger- und Fliegerabwehrtruppen, dass die Flugplätze Reichenbach, Frutigen und Zweisimmen mit Pisten von jeweils 90 bis 100 m Breite und 800 bis 1000 m Länge «jederzeit verwendungsfähig» seien. Tatsächlich war zu diesem Zeitpunkt noch keiner der Plätze ganz fertiggestellt, nur Reichenbach war für alle Flugzeugtypen benutzbar.
Anfang der 1940er-Jahre schätzte der Bundesrat die Kosten für die neu zu errichtende Flugplatzgruppe im Berner Oberland mit den fünf Plätzen Frutigen, Reichenbach, Zweisimmen, St. Stephan und Saanen auf 1,88 Millionen Franken. Geplant waren sogenannte Feldstützpunkte mit Rasenrollfeldern und -pisten sowie einem kleinen Hangar. Auf Flugzeughallen, Tanklager und Munitionsdepots wurde verzichtet.
Die Topographie im Berggebiet machte Entwässerungen, Entfernen von Flughindernissen, Herstellung der Planie und Umgebungsarbeiten erheblich schwieriger und teurer als die bisher gebauten Flugplätze im Mittelland. Im November 1942 hiess es, die Plätze seien bei anhaltendem Regenwetter «noch etwas weich und müssten geschont werden».
1942 ordnete das Armeekommando an, Kriegsflugplätze schlechtwetterfest zu machen und Flugzeuge und Personal gegen Feindeinwirkungen besser zu schützen. In der Folge wurden 18 Hartbelagpisten von 900 Meter Länge, 152 Betonunterstände U-43 und sieben Retablierstollen (mit Rollweg verbundene Tunnels im Berg, anstelle einzelner weniger geschützten Hangars) gebaut.
Von den insgesamt 24 Militärflugplätzen werden heute noch sieben betrieben. Die Anlagen Frutigen, Reichenbach, Zweisimmen, St. Stephan und Saanen wurden im Zuge der Armeereform von 1995 entweder aufgelassen oder werden seitdem zivil genutzt. Das Inventar historisch bedeutender Luftwaffeninfrastruktur dient dem Schutz historisch wertvoller Anlagen: So sollen zum Beispiel die beiden «Systemflugplätze» Alpnach und Meiringen in ihrer Gesamtheit erhalten bleiben, um ihre historische Entwicklung verfolgen zu können.

### Baukosten bis 1945
Die Baukosten des Réduit bis zum Kriegsende 1945 beliefen sich laut einem Bericht der Luzerner Zeitung vom 10. Juni 2006 auf 657 Millionen Franken, das sind in heutiger Kaufkraft etwa 3,4 Milliarden Franken. Ein grosser Teil der dabei errichteten Bauten wurde im Zuge der Armeereformen seit 1995 aufgegeben und ihre Geheimhaltung aufgehoben, einige werden aber weiterhin militärisch genutzt.

### Beurteilung des Réduits durch die Kriegsparteien
Grossbritannien erliess am 13. Juni 1940 eine Exportsperre für sämtliche Sendungen in die Schweiz, weil es das Land als verloren betrachtete. Am 4. Juni 1941 – nach dem Bezug des Réduits – sandte der britische Gesandte in Bern folgende Depesche an seinen Aussenminister Anthony Eden:

„Insgesamt lässt sich sagen, dass wenn alle geographischen, wirtschaftlichen und militärischen Umstände in Rechnung gestellt werden, diese kleine, aber tatkräftige und hochgebildete Nation in den vergangenen zwölf Monaten Würde und Besonnenheit an den Tag gelegt hat. Erhält sie eine faire Chance, ist ihr zuzutrauen, sich tapfer zu schlagen, wenn ihre historische Unabhängigkeit angegriffen wird.“

Der britische General Montgomery bezeichnete das Reduit als «undurchführbaren Unsinn». Um die Schweizer Armee aus ihrer Deckung in den Bergen zu locken, müsste Hitlers Armee lediglich gegen die schutzlos zurückgelassene Bevölkerung vorgehen.
Der deutsche Generalstab des Heeres meinte am 1. September 1942 zum Zustand des Schweizer Heeres:

„Es ist bei starkem Ausbau der natürlichen Hindernisse des Landes in der Lage, auch gegen einen überraschenden Angriff an den Grenzen zeitlich begrenzten Widerstand zu leisten und sich im Hochgebirge längere Zeit zu halten (…) Die Entschlossenheit von Regierung und Volk, die schweizerische Neutralität gegen jeden Angreifer zu verteidigen, steht außer Zweifel.“

Im Sommer 1943 schrieb der deutsche General der Gebirgstruppe Franz Böhme in seiner für die SS erstellten Angriffsplanung:

„Die Schweizer Landesverteidigung verfügt über ein Heer, daß (sic) schon wegen seiner zahlenmässigen Stärke ein äußerst beachtlicher Faktor ist. Die Bezwingung der sich erbittert verteidigenden Truppen im Hochalpenreduit wird eine schwer zu lösende Aufgabe darstellen.“

## Nach dem Zweiten Weltkrieg

### Baumängel: Der «Bunkerprozess» 1950
Kurz nach dem Krieg, 1946, führte die Armee Testbombardierungen einiger Stellungen durch, die dabei wider Erwarten völlig zerstört wurden. Eine Untersuchung der EMPA ergab, dass beim Bau des Réduit in grossem Umfang Pfusch am Bau begangen worden war: Sechs Prozent der Bauten erwiesen sich als ungenügend und zehn Prozent als unbrauchbar, weil minderwertiges Material verbaut, aber hochwertiges Material verrechnet worden war.
Die Ergebnisse wurden zunächst geheim gehalten und sickerten erst 1949 an die Medien durch. Die Information der Behörden Anfang 1950 über die Untersuchungsergebnisse löste eine öffentliche Welle der Empörung aus. Im so genannten «Bunkerprozess» wurden im Oktober 1950 hohe Offiziere der Genietruppen der 2. Division und in den Pfusch verwickelte Bauunternehmer der Pflichtvernachlässigung angeklagt. Nach vier Monaten endete der Prozess für die meisten der Angeklagten – die angaben, sich nicht mehr erinnern zu können und in guten Treuen gehandelt zu haben – mit Freisprüchen; drei Offiziere und sechs Unternehmer erhielten milde, in der Regel bedingte Strafen.

### Änderung der Réduit-Strategie seit 1990/1995
Die grossen Festungswerke hatten Besatzungen von 100 bis 600 Mann. Diese grosse Zahl der für den Betrieb notwendigen Leute stand ab ca. 1990 in keiner Relation mehr zur Waffenwirkung aus den Anlagen, vor allem aber zur völlig veränderten Bedrohungslage seit dem Zusammenbruch des Warschauer Pakts. Viele der Anlagen wurden vor allem seit der Armeereform von 1995 zurückgebaut. Einige wenige wurden in Museen umgewandelt und können besichtigt werden. Neben jenen Werken, in denen Waffen platziert waren, wurden auch Anlagen gebaut, um Verbrauchsgüter aufzunehmen. In diesen Werken wurden und werden zum Teil noch heute Waren und Einrichtungen wie Lebensmittel, Ersatzteile für die Armee, Treibstoff, Reparaturwerkstätten, Produktionsanlagen für Medikamente, Anlagen für die Erstellung von Zeitungen eingelagert oder eingebaut.

### Mythos Réduit und Beurteilung der wirtschaftlichen Faktoren
Das Bild der von allen Seiten eingeschlossenen, aber sich tapfer verteidigenden Schweiz, wie es durch das Réduit symbolisiert wird, wurde nach dem Zweiten Weltkrieg zum nationalen, insbesondere von der Aktivdienstgeneration gepflegten Mythos. Bei der verbrecherischen Politik Hitlers gab es für ein Land nichts Wichtigeres, als die eigene Unabhängigkeit zu wahren. Der Schweiz war dies – trotz aussichtsloser Lage – gelungen. Der Kriegsgeneration gab das Réduit das Gefühl, auch aus eigener Kraft den Krieg glücklich überstanden zu haben.
Im Rahmen der Geistigen Landesverteidigung lebte der Mythos im Kalten Krieg weiter. So diente bei der Schweizerischen Landesausstellung 1964 in Lausanne ein riesiger Igel aus Beton als Sinnbild für die Schweiz im fortdauernden Réduit. Von heutigen Historikern wird die Bedeutung des Réduits relativiert. Neuere Erkenntnisse würden darauf hindeuten, dass NS-Deutschland nicht primär durch das Réduit von einem Angriff auf die Schweiz abgehalten wurde. Es waren gemäss z. B. Jürg Fink (Die Schweiz aus der Sicht des Dritten Reiches, 1985) diverse Faktoren militärischer und ziviler Natur. Der wichtigste davon wohl, dass bei einem deutschen Einmarsch die vorbereiteten Sprengungen an den schweizerischen Rüstungsfabriken aktiviert worden wären, die ab August 1940 gemäss einem von Deutschland erpressten Handelsabkommen zuweilen fast nur für die deutsche Wehrmacht und für das faschistische Italien arbeiteten.
Die Umzingelung der Schweiz führte einerseits dazu, dass die Schweiz ihre Verteidigungsstellung mit dem Bezug des Réduits massiv verstärkte, und andererseits, dass sie wirtschaftlich erpressbar wurde. Obwohl die Schweizer Rüstungslieferungen im Vergleich zur Produktion in NS-Deutschland während der gesamten Kriegsdauer nie mehr als 1 % erreichten, versuchten beide Kriegsparteien mit – je nach Kriegslage – mehr oder weniger starkem Druck, die Lieferungen an die Gegenseite zu verhindern. Der britische Gesandte in Bern, David Victor Kelly, erhielt vom Schweizer Delegierten für Handelsverträge einen täglichen Bericht über die Verhandlungen mit den Deutschen.
Der Überseehandel wurde für die Schweiz zur Lebensfrage, weil sie sowohl von den Achsenmächte eine Bewilligung für den Transport zum Hafen und von den Briten wegen deren Seeblockade für den Transport (Navicert) über das Meer benötigten.
Ende des 20. Jahrhunderts wurde die Meinung, dass die neutrale Schweiz bei internationalen Organisationen wie der UNO nicht Mitglied werden sollte, – in negativem Sinne – als Ausdruck des «Réduit-Denkens» gebrandmarkt.